# Dégénérescence de la pomme de terre
La dégénérescence de la pomme de terre  désignait autrefois, avant la découverte des virus, les viroses de la pomme de terre dont les conséquences sont la diminution progressive de la vigueur et du rendement des cultures ainsi que l'aggravation des pertes de qualité dues à la diminution de la durée de conservation des tubercules après leur récolte.
L'utilisation comme plants de tubercules infectés par des virus était courante dans le passé et le reste encore dans les pays en développement. Cette pratique conduit à la dégénérescence des variétés, qui peut entraîner des baisses de rendement de plus de 80 %. En outre, la solution de ce problème qui implique l'utilisation de plants sains (exempts de virus), se traduit par une augmentation des coûts de production parce que l'agriculteur ne peut pas utiliser comme semence les tubercules qu'il produit lui-même et l'achat de plants sains représente généralement une part importante du coût total. Les agriculteurs européens avaient remarqué depuis le début du XXe siècle que les plants de certaines régions produisaient plus que les plants locaux. La production commerciale des plants de pommes de terre sains s'est donc développée dans des régions spécifiques et est devenue une activité hautement sophistiquée et technologique dans certains pays.
Au XVIIIe siècle, bien avant la découverte des virus, on pensait que la dégénérescence de la pomme de terre était due à sa reproduction végétative répétée. On en avait déduit que la reproduction sexuelle était nécessaire pour rajeunir les variétés et restaurer leur potentiel de rendement.
La cause de la maladie n'était pas correctement identifiée, mais la méthode de lutte contre les maladies virales par la création de nouvelles variétés obtenues par croisements a bien fonctionné parce que de nombreux virus de la pomme de terre, comme le virus X, le virus Y et le virus de l'enroulement, ne se transmettent pas par les graines. Par la suite, cependant, ces nouvelles variétés ont également fini par dégénérer, entraînant la nécessité de créer en permanence de nouvelles variétés. Dans certaines régions du monde, de fait, on n'utilise pas des tubercules pour la production commerciale de pommes de terre, mais des graines. Cette stratégie a d'abord été utilisé en Chine en 1959.
Pour ces raisons, les solutions les plus économiques et les plus efficaces pour lutter contre la dégénérescence de la pomme de terre sont exactement les mêmes que celles nécessaires contre les maladies à virus en culture : d'une part, obtenir des tubercules-plants indemnes de virus ou d'autres pathogènes par le biais de la micropropagation ou de la culture in vitro des variétés de pomme de terre, et de l'autre créer de nouveaux cultivars plus résistants grâce à l'amélioration génétique pour la résistance aux virus. L'utilisation de cultivars de pomme de terre résistants au virus réduit également les coûts de production vu que les agriculteurs peuvent alors produire leurs propres semences sur plusieurs générations.